# Бомбардировка быстрыми атомами
Бомбардировка быстрыми атомами (англ. Fast Atom Bombardment, FAB) в масс-спектрометрии — метод  ионизации полярных термически нестойких соединений.

## Проведение
Проба добавляется к нелетучей матрице (например, глицерин, тиоглицерин, нитробензиловый спирт). Затем в вакууме подвергается воздействию высокоэнергетического (8 — 35 кэВ) пучка атомов (обычно для этого используют инертный газ типа аргона или ксенона) или ионов (Cs+).
В результате образуются ионы типа [M+H]+ и [M-H]-, а также некоторые фрагменты, аналогичные тем, что образуются при ионизации электронным ударом с энергией электронов в диапазоне 15-25 эВ.

## Свойства
Матрица играет центральную роль (распределение энергии, протонизация), однако влияние матрицы еще до конца не изучено.
Недостатком этого метода является наличие сигнала от молекул матрицы, который накладывается на спектр исследуемого образца.